# 摩爾多瓦地區肯普隆格
摩爾多瓦地區肯普隆格是羅馬尼亞的城市，位於該國北部，距離首府蘇恰瓦53公里，由蘇恰瓦縣負責管轄，面積24平方公里，海拔高度650米，2009年人口19,730，大多數居民信奉東正教。

## 外部連結
- （希伯来文） Kimpolung-Bukovina Jewish Community
- （罗马尼亚文） Câmpulung Moldovenesc Town Hall Official Site （页面存档备份，存于）
- （罗马尼亚文） Câmpulung Moldovenesc Military High School Website （页面存档备份，存于）